# Yeule
Yeule (escrito como yeule) es el proyecto musical de Nat Ćmiel, persona singapurense dedicada a la composición y producción musical.
La música de yeule incorpora elementos de ambient, glitch y post-pop asiático. Su nombre está basado en Yeul, personaje de Final Fantasy cuyo nombre se pronuncia igual, pero se escribe diferente.
La figura de yeule se formó en 2012, dado el aislamiento de Ćmiel. En sus propias palabras:
«Yeule es mi guardián y protector, mi escudo. Para que no tenga que revelar demasiado de mí, lo que es irónico porque mi música cuenta mucho sobre mí, de ciertas formas. Ella es algo a lo que me adhiero cuando estoy mostrando una parte de mí que es muy vulnerable».

## Primeros años de vida
Ćmiel nació en Singapur, donde asistió a la escuela. Comenzó a tocar música a los 6 años en un piano Yamaha de sus padres y aprendió música clásica, pero terminó dejando de tomar lecciones, queriendo explorar algo más desafiante, lo que le llevó a probar con la guitarra y la batería. Inicialmente comenzó a tocar piezas de vals, pero pronto pasó a canciones de las bandas sonoras de Final Fantasy X y Kingdom Hearts. Más tarde empezó a cantar en una banda de jazz bajo el nombre de Riot Diet, interpretando canciones de Ella Fitzgerald y los Pixies. Después de graduarse de la escuela secundaria, se postuló a Central Saint Martins para estudiar comunicación de moda y moda femenina.
Al crecer, los sentimientos de soledad y depresión estuvieron presentes en Nat Ćmiel, en parte debido a su educación nómada. Nat encontró consuelo en Internet, lo que influiría en sus trabajos posteriores.

## Historia
El primer lanzamiento de Nat Ćmiel bajo el nombre de Yeule fue un EP homónimo que publicó el 3 de marzo de 2014.
El 11 de diciembre de 2016 lanzó su segundo EP, Pathos, con una dedicatoria en Bandcamp para David Singh.
Ćmiel continuó su carrera con el OST del juego de simulador interactivo Lost Memories Dot Net, que fue lanzado el 17 de julio de 2017.
El 27 de septiembre de 2017 lanzó su tercer EP, Coma. Sobre su composición, Nat dijo: «escribí este álbum para conmemorar a las personas que perdí». El EP recibió una recepción positiva y Duncan Cooper de The Faders describiéndolo como «la perfección del dream-pop».
Ćmiel firmó con la discográfica Bayonet Records el 17 de julio de 2019.
El 25 de octubre de 2019 lanzó su álbum de estudio debut, Serotonin II. Sobre el proceso de creación del álbum, Nat dijo que «Mientras escribía el disco me sentía terrible. No pedía mucho, no necesito ser feliz. Solo quería estar contente». El álbum recibió una recepción positiva de la crítica, con Jude Noel de Tiny Mix Tapes dándole al álbum un 4 de 5 de nota, y diciendo que «Dejando de lado la melancolía, el impecable diseño de sonido de Serotonin II es lo que me ha hecho volver».
Con anterioridad al lanzamiento de su segundo álbum, Glitch Princess, Nat Ćmiel lanzó una muestra del mismo por medio de Bayonet Records, con la canción titulada «My Name is Nat Ćmiel», que lanzó a finales de 2020. El álbum completo fue lanzado el 4 de febrero de 2022, siendo calificado como "pionero" por Colin Lodewick de Pitchfork y apareciendo en su sección de "Mejor música nueva" con una puntuación de 8,3.
Entre «My Name Is Nat Ćmiel» y «Glitch Princess», Ćmiel lanzó un EP de remezclas, llamado Serotonin X Remixes, y otro álbum llamado Nuclear War Post X, que contiene canciones de otros artistas interpretadas por Ćmiel. Este último siendo publicado también en su sitio web como un libro de arte de bolsillo de edición limitada, con una descarga para todo el álbum.

## Vida personal
Nat Ćmiel se graduó de Central Saint Martins en Londres obteniendo una licenciatura en Bellas Artes en 2020. Es una persona de género no binario y utiliza pronombres neutros (elle).

## Discografía

### Álbumes de estudio
- Serotonin II (2019)
- Glitch Princess (2022)
- softscars (2023)

### Bandas sonoras
- Lost Memories Dot Net (2017)
- Anthems For A Seventeen Year Old Girl (From "I Saw The TV Glow") (2024)

### Discos de Reproducción Extendida (EP)
- Yeule (2014)
- Pathos (2016)
- Coma (2017)
- Serotonin X Remixes (2021)

### Sencillos
- "Pocky Boy" (2019)
- "Pretty Bones" (2019)
- "Pixel Affection" (2019)
- "Poison Arrow" (2019)
- "My name is Nat Ćmiel" (2020)
- "The Things They Did For Me Out of Love" (2021)
- "Don't Be So Hard on Your Own Beauty" (2021)
- "Friendly Machine" (2021)
- "Too Dead Inside" (2022)
- "Sulky Baby” (2023)
- "Dazies" (2023)
- "Ghosts" (2023)
- "Inferno" (2023)
- "Softscars" (2023)
- "Evangelic girl is a gun" (2025)
- "Skullcrusher" (2025)
- "Eko" (2025)

### Colaboraciones
- Akuma des Akum - "Urbangarde" (yeule Remix) (2021)
- Car Seat Headrest - "Deadlines" (yeule Remix) (2021)
- Tohji ft. yeule - "shell" (2022)